# Encholirium horridum
Encholirium horridum är en gräsväxtart som beskrevs av Lyman Bradford Smith. Encholirium horridum ingår i släktet Encholirium och familjen Bromeliaceae. Inga underarter finns listade i Catalogue of Life.

## Bildgalleri

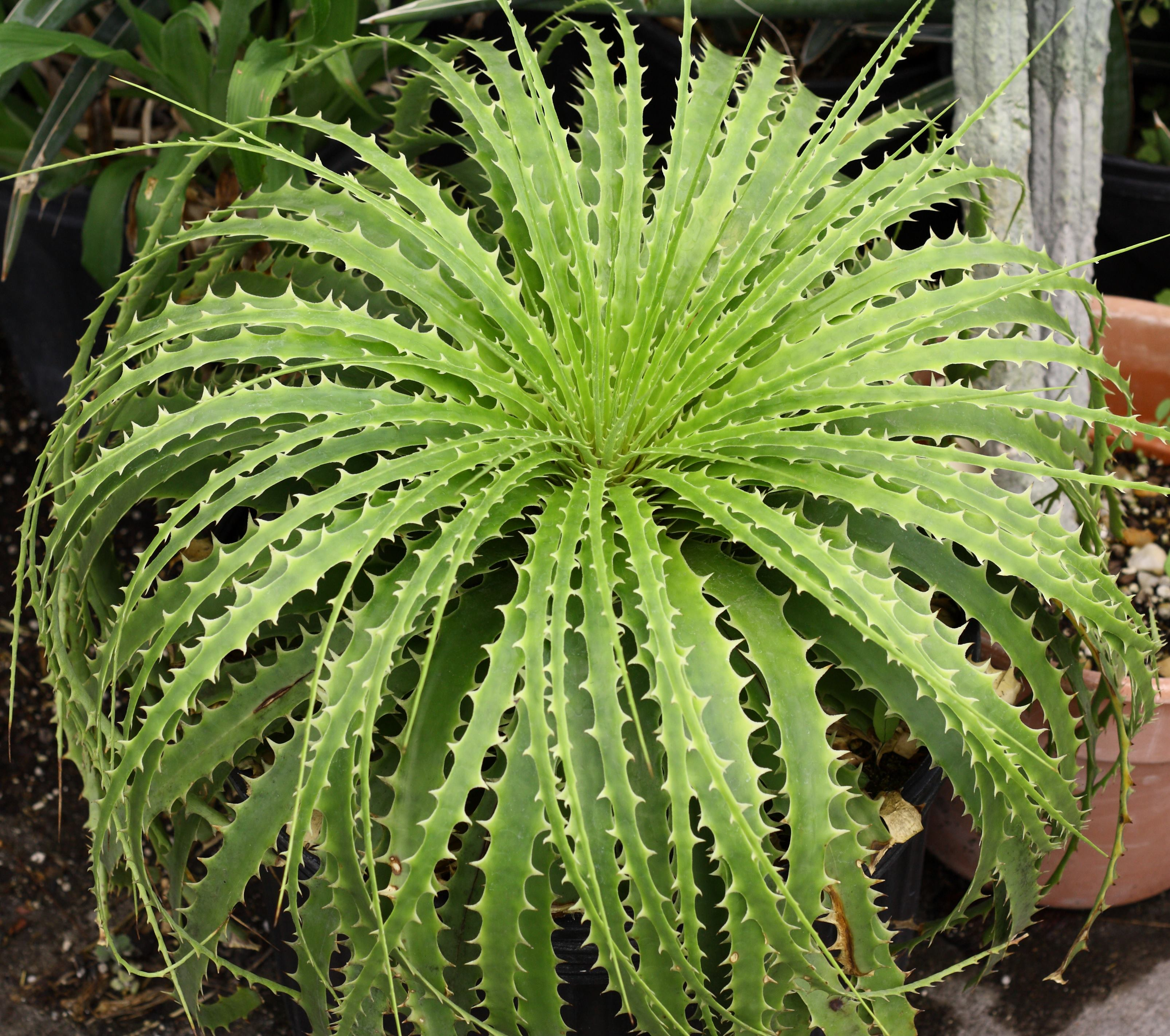